# Diablo III: Rise of the Necromancer
Diablo III: Rise of the Necromancer é um pacote de expansão do RPG de ação e hack and slash Diablo III anunciado na Blizzcon de 2016, que adicionou a classe Necromancer ao jogo.
Foi lançado digitalmente para Microsoft Windows, macOS, PlayStation 4 e Xbox One em 27 de junho de 2017, e incluído na Diablo III: Eternal Collection para os consoles.

## Desenvolvimento
Antes do lançamento da primeira expansão de Diablo III, Reaper of Souls, o desenvolvimento de sua segunda expansão foi cancelado, ainda nos estágios iniciais, pois a Blizzard pretendia mudar o foco para uma continuação ao invés de uma segunda expansão. Em 2016, após o cancelamento de um novo jogo da série Diablo, um pequeno time de desenvolvedores foi alocado para trabalhar no Rise of the Necromancer, de maneira a prover aos interessados na série algum conteúdo adicional, visto a falta de novos títulos próximos de serem anunciados ou lançados.
Rise of the Necromancer foi lançado em 27 de junho de 2017 para Microsoft Windows, macOS, PlayStation 4 e Xbox One junto com a Diablo III: Eternal Collection, um novo pacote lançado para os consoles contendo também o jogo original e o Reaper of Souls. O conteúdo de Rise of the Necromancer foi posteriormente lançado para o Nintendo Switch em 2018, quando a Eternal Collection foi lançada na plataforma.

## Recepção
Diablo III: Rise of the Necromancer recebeu avaliações positivas em geral, com críticas quanto à baixa quantidade de conteúdo pelo preço, e elogios à jogabilidade da nova classe. No Metacritic, teve nota 76/100 baseado em 23 avaliações.
T.J. Hafer, da IGN, disse que apesar de achar que "$15 é um pouco demais para liberar uma nova classe", ele "não achava que os jogadores seriam desapontados com as novas estratégias que a expansão possibilita". Pontos similares foram levantados por Brett Todd, da GameSpot, que também questionou o custo da expansão, afirmando que "se não fosse pelo preço, seria fácil recomendar para os fãs de Diablo III ou qualquer um com algum interesse em tentar um RPG hack-and-slash clássico". Ele concluiu que "este é um fantástico pacote de personagem, que adiciona uma das melhores e mais agradáveis classes existentes no jogo."
Chris Carter, da Destructoid, resumiu que "poderiam haver algumas falhas difíceis de se ignorar, mas a experiência foi divertida." Jonathan Leack, da GameRevolution, elogiou a introdução da classe, afirmando que "não é necessariamente uma nova classe no mundo de Diablo, mas é a melhor iteração dela até o momento". Ele concluiu que, apesar das pequenas queixas com o conteúdo, o pacote "merece a atenção dos veteranos de Diablo e dos novos jogadores também".